# Digital Health
Digital Health wird als umfassender Begriff für die Anwendung von  Informations- und Kommunikationstechnologien im Zusammenhang mit der gesundheitlichen Versorgung des Einzelnen und der Bevölkerung verstanden. Digital Health unterscheidet sich kaum vom Begriff E‑Health.
Digital Health ist ein interdisziplinärer Bereich, an dem viele Akteure beteiligt sind, darunter Mitarbeiter in Krankenhäusern, Wissenschaftler und Forscher mit einem breiten Spektrum an Fachwissen in den Bereichen Gesundheits- und Ingenieurwesen, Sozialwissenschaften, öffentliche Fürsorge, Ökonomie und Management.

## Bestandteile

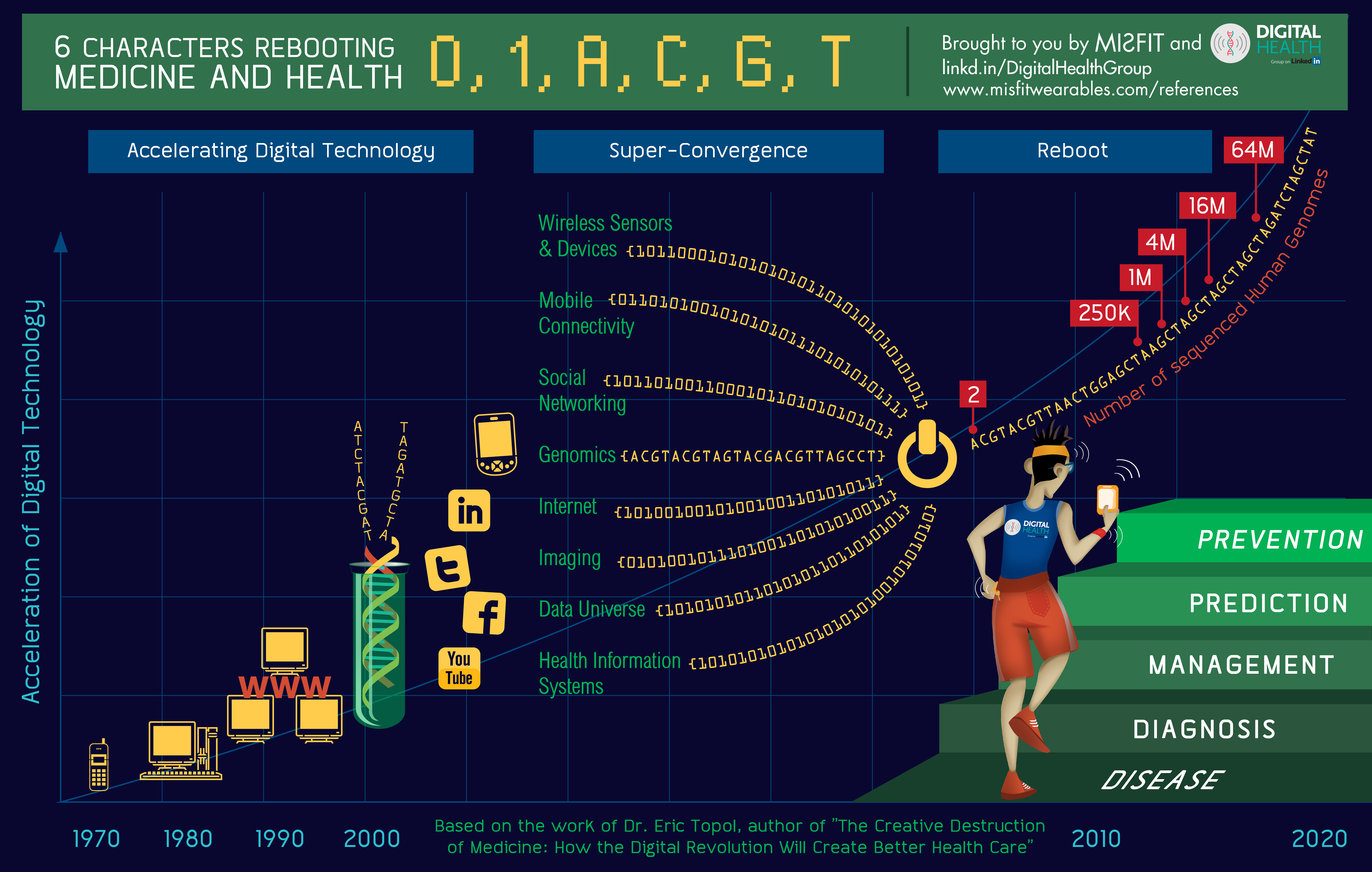
Bestandteile von Digital health.

Die angewandten Technologien umfassen sowohl Hardware- als auch Softwarelösungen und -dienste, einschließlich Telemedizin, webbasierten Diagnosen, E-Mail, Mobiltelefonie, SMS, tragbaren Geräten und Sensoren zur Fernüberwachung. Im Allgemeinen beschäftigt sich Digital Health mit der Entwicklung vernetzter Gesundheitstechnologie, um den Einsatz von Computertechnologien, intelligenten Geräten, computergestützten Diagnosetechniken und Kommunikationsmedien zu verbessern und den Patienten und den Beschäftigten in Gesundheitsberufen beim Umgang mit Krankheiten und Gesundheitsrisiken zu helfen bzw. deren Gesundheit und Wohlbefinden zu unterstützen.

Als Folge der digitalen Revolution gehören u. a. drahtlose Geräte, Sensortechnologien, Mikroprozessoren und integrierte Schaltkreise, das Internet, soziale Netzwerke, Mobilfunknetze und genetische Informationen zu den Schlüsselelementen von Digital Health.

## Bereiche
Digital Health wird von verschiedenen Bereichen gebildet. Dazu gehören die Bewertung und Überwachung von Gesundheitstechnologie zur Vorbeugung, Diagnose und Behandlung von Krankheiten, zur Überwachung von Patienten sowie zur Rehabilitation oder Langzeitpflege. Zu diesen Technologien gehören Hilfsmittel, Rehabilitationsrobotik für Menschen mit Behinderungen, um ihre Unabhängigkeit im Alltag zu unterstützen, sowie unauffällige Überwachungssensorik und tragbare Geräte. Mit Unterstützung von Entscheidungshilfen können Ärzte am Ort der Behandlung diagnostizieren sowie patientenbezogene Daten analysieren und interpretieren. Computersimulationen, Modellansätze und maschinelle Lernmethoden führen zu gesundheitsbezogenen Ergebnissen. 
E-Health ermöglicht die Verbindung von Gesundheitsinformationen und -diensten zur Datenübertragung, -speicherung und -abfrage für klinische, pädagogische und administrative Zwecke. 
mHealth ist die Unterstützung von Medizin und öffentlicher Gesundheit durch mobile Geräte. Anwendungen von Gesundheitstechnik umfassen Forschung, Entscheidungsfindung, Optimierung, Ergonomie, Quality Engineering sowie Informationstechnologie und Kommunikation. Die Prinzipien der Mensch-Computer-Interaktion basieren meist auf benutzerspezifischen, erlebnisorientierten oder aktivitätsgesteuerten Designs. Virtuelle Realität bzw. Rehabilitation mit Hilfe von Video- und anderen Spielen ermöglichen Ausbildung und Patientenaufklärung als soziales und interaktives Erlebnis. Sprech- und Hörsysteme, Spracherkennung und andere medizinische Geräte können das Sprechen und Hören unterstützen (z. B. Cochlea-Implantate). Telemedizin, Telecoaching und Telerehabilitation sind Formen der Patientenbetreuung aus der Entfernung.

## Nutzung und Innovation
Der Innovationsprozess für Digital Health wird in fünf Hauptprozesse eingeteilt, angefangen von der Ermittlung des Gesundheitsproblems über Forschung bis hin zu digitalen Lösungen, deren Bewertung und Einbindung in die klinische Praxis. Die COVID-19-Pandemie hat die Entwicklung und Nutzung von Digital Health stark beschleunigt, dies beispielsweise in den Bereichen Künstliche Intelligenz, Telemedizin und Gesundheitsmanagement.

## Veränderungspotenzial
Wie bei der digitalen Transformation von anderen Industrien ist es noch nicht klar abzusehen, wie genau sich Gesundheitssysteme durch Digital Health nachhaltig wandeln werden. Aus der Vielzahl von kleinen Veränderungen lassen sich jedoch drei größere Veränderungsfelder für das Gesamtsystem ableiten:
- Information & Prävention. Die Gesundheitskompetenz von Patienten wird grundsätzlich erhöht, indem sie beispielsweise durch die Nutzung von Anamnese-Apps ihren Gesundheitszustand selbst beurteilen.[10]
- Kontaktpunkte und Patientenfluss. Ansätze wie Telemedizin ermöglicht andere Kontaktformen zwischen Patienten und Gesundheitsanbieter. Außerdem erlaubt das Teilen von elektronischen Daten (beispielsweise durch elektronische Gesundheitsakten) das Optimieren von Patientenpfade entlang der gesamten Health Value Chain.[11]
- Diagnose und Therapie. Die Erstellung und Vermittlung der Gesundheitsprodukte und Dienstleistungen werden verändert, so beispielsweise in der radiologischen und geriatrischen Diagnostik mittels Algorithmen (künstliche Intelligenz)[12][13].

## Einzelnachweise

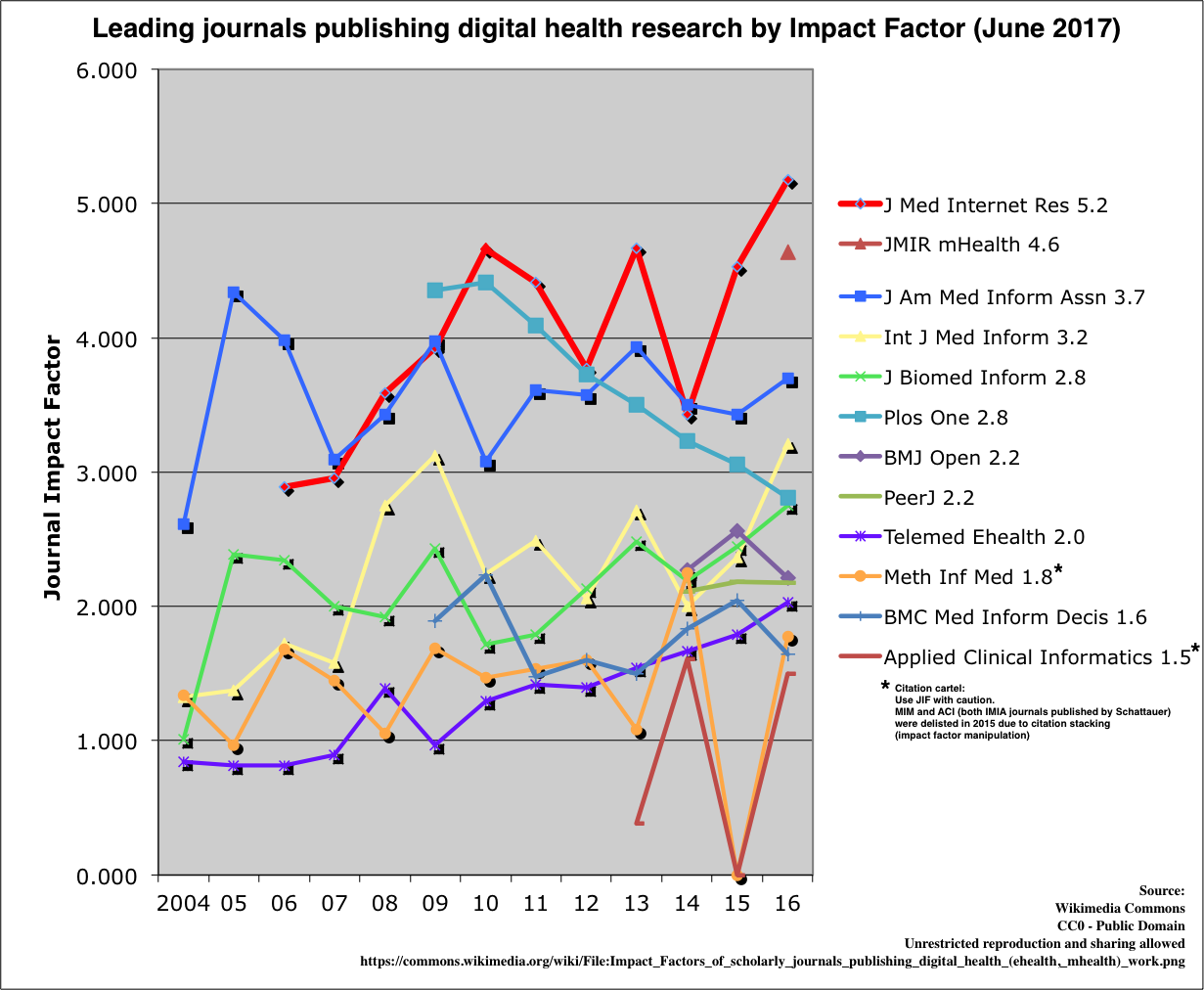
Veröffentlichungen in wissenschaftlichen Zeitschriften zu Digital health